# タイランド・アマチュアリーグ
タイランド・アマチュアリーグ（タイ語: ไทยแลนด์ อเมเจอร์ลีก、英語: Thailand Amateur League）、通称TAは、タイ王国のサッカーリーグである。当初はタイのリーグ構成において上から5番目のリーグであったが、COVID-19パンデミックの影響によってタイ・リーグ4がタイ・リーグ3に統合される形で消滅したため、TAは上から4番目のリーグになった。

## 歴史
アマチュアクラブの振興とタイFAカップでプレーする機会を与える目的で、元警察庁長官であるタイサッカー協会会長のソムヨット・プンパンムアンの発案により、2016年にそれまでのen:Khǒr Royal Cup（ロイヤルカップ・タイプB）、en:Khor Royal Cup（ロイヤルカップ・タイプC）、en:Ngor Royal Cup（ロイヤルカップ・タイプD）に代わる選手権としてリージョナルリーグ・ディヴィジョン2の下位リーグとなるフットボール・ディビジョン3が創設された。104のクラブが5つの地区に分かれて戦った。翌2017年、タイ・リーグのリブランディングに伴って、フットボール・ディビジョン3はタイランド・アマチュアリーグに改組された。TAでは新規参入組も含めた119のクラブが12の小地区に分かれて戦うことになった。
タイランド・アマチュアリーグのフォーマットは流動的であるが、基本的には12の小地区に分けて行われれる小地区リーグ戦と、6地区に分けて行われるファイナルで構成される。2017年シーズンは各地区で優勝した6クラブがタイ・リーグ4に昇格した。
COVID-19パンデミックの影響により2020年は開催が中止された。
2021年シーズンは5月から6月にかけて開催される予定であったが、COVID-19の流行状況を踏まえて開催が延期された。